# 清末層
清末層（きよすえそう、Kiyosue Formation）は、日本の豊西層群に属するジュラ紀 - 白亜紀の層単元の地層名である。1933年の大石による清末植物層（清末層）の命名当時の行政区分は現在変更されており、清末という地名は本層分布域から外れているが、地理的名称が消失しても改名の必要はないため、清末層という名称はそのまま使用されている。

## 概要
清末層は、下関市の南半部にあたる阿内、菊川町南西部、内日および吉母に分布し、とくに本層の模式地の阿内（旧、豊浦郡清末村）付近に広く分布する。
本層は、最後期ジュラ紀のチトニアン期から最前期白亜紀のベリアシアン期にわたる地層であり、豊浦層群阿内層を平行不整合ないし軽微な傾斜不整合で覆い，吉母層とは整合関係にある。
本層はさらに、砂岩、礫岩を主体とする基底部と、砂岩、泥岩、砂質泥岩、礫質砂岩、礫岩などからなる主部に区分される。
地質年代に関しては、大型植物化石から最後期ジュラ紀（すなわちチトニアン期）とする文献もあるが、大型植物化石を用いた年代対比は、際立った特徴がない限り正確に行うことは困難であるので、上位の吉母層により清末層の上限年代の制約がなされる。吉母層から産出する汽水生貝化石群によって代表される吉母動物群は、領石動物群と類似しており、かつて、領石動物群を産する領石統は、高知統（地質年代においては高知世）と称されたように、下部白亜系のベリアシアン期 - バランギニアン期と考えられてきたが、この時期の西南日本外帯の汽水生フォーナを産する地層の年代は、1982年の松本ほかによる報告以降、かなり見直されている。吉母層の年代は、1987年に棚部・平野によってBerriasian期の可能性があると記載されているが、ここで引用された1982年の松本ほかの報告では、バランギニアン期 - 前期オーテリビアン期とされている。以後、吉母層をベリアシアン期として使用している文献では、清末層を最後期ジュラ紀としている。

## 化石
清末層からは、ブラキフィルムなどの領石型植物群やOnychiopsis elongata、Dictyozamites、Ginkgoitesなどの石徹白植物群に類似した植物化石を産し、清末植物群と呼ばれる。清末植物群は、豊浦層群阿内層から産出する阿内植物群（従来の歌野植物群）とは年代が異なる植物群である。